# Pedro de Sousa Coelho
Pedro de Sousa Coelho foi um administrador colonial português que exerceu o cargo de Capitão-General na Capitania-Geral do Reino de Angola em 1623, tendo sido antecedido por João Correia de Sousa e sucedido por Simão de Mascarenhas. 